# 21-es villamos (München)
A müncheni 21-es jelzésű villamos a Westfriedhof és a Karlsplatz (Stachus) között közlekedik, a 20-as villamos kiegészítése céljából.

## Útvonala
| Karlsplatz felé                                                                                         | Westfriedhof felé                                                                                  |
| --- | -------------------------------------------------------------------------------------------------- |
| Westfriedhof - Orpheusstraße - Baldurstraße - Dachauer Straße - Prielmayerstraße - Karlsplatz (Stachus) | Karlsplatz (Stachus) - Bayerstraße - Bahnhofplatz - Dachauer Straße - Orpheusstraße - Westfriedhof |

## Megállóhelyei
Az átszállási kapcsolatok között az azonos útvonalon közlekedő 20-as és a 22-es villamosok nincsenek feltüntetve.

| Menetidő (perc) | Megállóhely                     | Menetidő (perc) | Átszállási kapcsolatok                                    |
| --------------- | ------------------------------- | --------------- | --------------------------------------------------------- |
| 0               | Westfriedhof végállomás         | 17              | , 151 , 164 , 165 P+R                                     |
| ∫               | Hanauer Straße                  | 16              |                                                           |
| 1               | Borstei                         | 14              |                                                           |
| 2               | Olympiapark West                | 13              | 144                                                       |
| 4               | Goethe-Institut                 | 12              |                                                           |
| 5               | Leonrodplatz                    | 11              | 53                                                        |
| 7               | Hochschule München (Lothstr.)   | 9               | 153                                                       |
| 8               | Sandstraße                      | 7               |                                                           |
| 10              | Stiglmaierplatz                 | 6               | ,                                                         |
| 11              | Karlstraße                      | 5               |                                                           |
| 13              | Hauptbahnhof Nord               | 4               | München Hauptbahnhof , Bayerische Oberlandbahn , 58 , 100 |
| ∫               | Hauptbahnhof                    | 2               | München Hauptbahnhof , Bayerische Oberlandbahn , 58 , 100 |
| 15              | Karlsplatz (Stachus) végállomás | 0               | ,                                                         |